# Eric Marshall

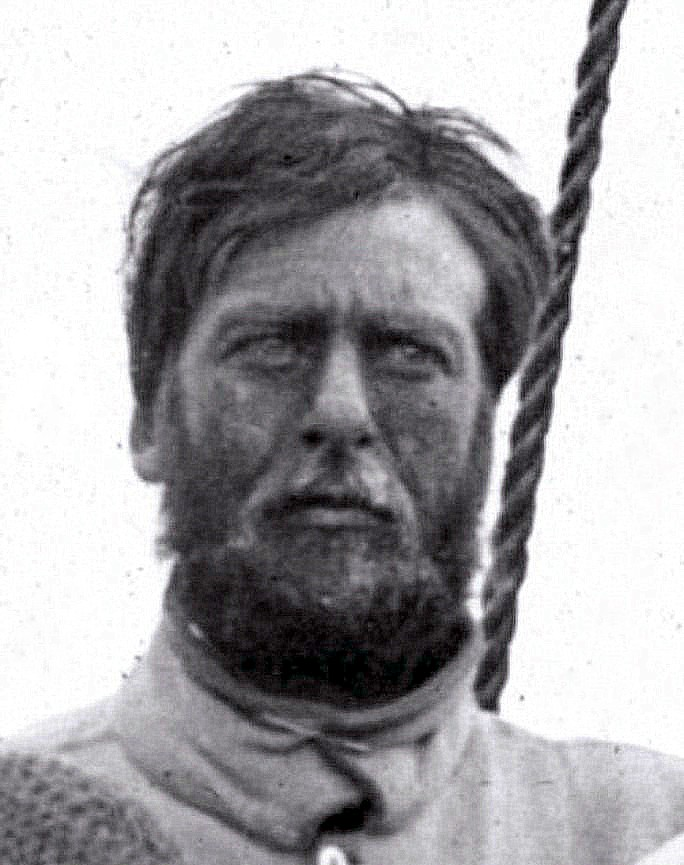
Eric Marshall an Bord der Nimrod im März 1909

Eric Stewart Marshall, CBE (* 29. Mai 1879 in Hampstead; † 26. Februar 1963 auf der Isle of Wight) war ein britischer Arzt und Polarforscher. Bekannt ist er durch die Teilnahme an der Nimrod-Expedition (1907–1909).

## Leben

### Ausbildung
Marshall studierte zunächst Theologie am Emmanuel College der University of Cambridge, bevor er 1899 an das Medical College des St Bartholomew’s Hospital in London ging und dort 1906 als Chirurg graduierte. Er erhielt das Licentiate of the Royal College of Physicians (LRCP) und das Membership of the Royal College of Surgeons (MRCS). Marshall war zudem ein begeisterter Sportler. In Cambridge gehörte er zur dortigen Rudermannschaft und in London war er ein erfolgreicher Rugbyspieler.

### Nimrod-Expedition

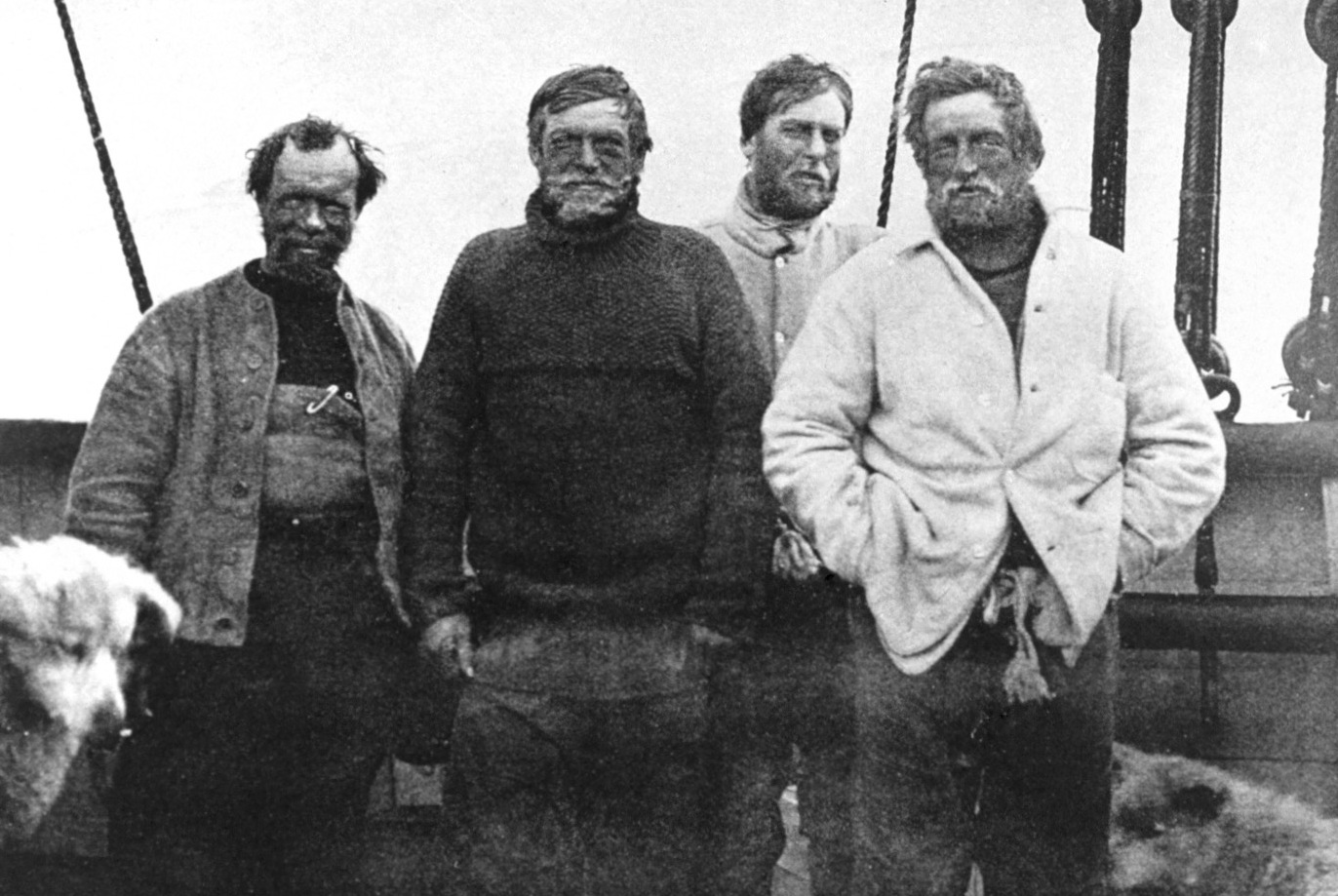
Nimrod-Expedition; v. l. n. r.: Wild, Shackleton, Marshall und Adams

Marshall wurde von Ernest Shackleton für dessen erste eigene Südpolexpedition als Schiffsarzt und Kartograf auf der Nimrod angeheuert. Nach der Anlandung am Cape Royds am 3. Februar 1908 machte er die ersten Filmaufnahmen, die jemals in der Antarktis gedreht wurden. Im März 1908 nahm er an der erfolgreichen Erstbesteigung des Mount Erebus teil. Zudem gehörte er zu der vierköpfigen Mannschaft, die am 29. Oktober 1908 zum Südpol aufbrach, jedoch aufgrund mangelhafter Ausrüstung, zu wenig Proviant und schwindender Kräfte vorzeitig umkehren musste. Auf dem Rückweg brach Marshall kurz vor dem Ziel mit Magenkrämpfen zusammen und wurde erst durch den Einsatz seiner Kameraden gerettet. Shackleton benannte Marshall zu Ehren einen Gebirgszug der Queen Alexandra Range im Bereich des Beardmore-Gletscher (Marshall Mountains, 84° 40′ S, 165° 20′ O) und den antarktischen Mount Marshall nach ihm. Zudem wurde ein Eisstrom, der in den Beardmore-Gletscher einmündet, durch Shackleton nach Marshalls Mutter Alice-Gletscher (83° 58′ S, 170° 0′ O) benannt. Auch das Marshall Valley (78° 4′ S, 164° 10′ O) und der Gebirgskamm Marshall Ridge (78° 3′ S, 164° 5′ O) im antarktischen Viktorialand tragen seinen Namen. Mittelbar ist er auch Namensgebend für den Marshall Stream, einen Schmelzwasserfluss, der durch das Marshall Valley fließt. Für seine Verdienste wurde er mit der silbernen Polarmedaille der Royal Geographical Society ausgezeichnet.

### Zeit nach der Nimrod-Expedition
Nach seiner Rückkehr nach England nahm Marshall von 1909 bis 1911 als medizinischer Offizier an der Expedition der British Ornithologists’ Union nach Neuguinea teil. Im Ersten Weltkrieg war er im Range eines Captain als Deputy Assistant Director of Medical Services (DADMS) im Royal Army Medical Corps (RAMC) tätig und wurde mit dem 1914 Star, dem Military Cross und der Victory Medal ausgezeichnet. Zudem erhielt er für die Teilnahme an der antibolschewistischen Intervention der Entente im Russischen Bürgerkrieg 1918 den Sankt-Stanislaus-Orden. Später betrieb er eine Farm in Kenia, bevor er sich schließlich auf der Isle of Wight zur Ruhe setzte.